# Marko Mandić
Marko Mandić, slovenski gledališki in filmski igralec, * 8. junij 1974, Slovenj Gradec
Diplomiral na Akademiji za gledališče, radio, film in televizijo v Ljubljani. Študijsko se je izpopolnjeval na The Lee Strasberg Theatre Institute v New Yorku in v HB Studiu. Prejel je študentsko Prešernovo nagrado, Severjevo nagrado, Borštnikove nagrade za dramsko igro v letih 2002, 2007, 2008 in 2009, ter nagrado Prešernovega sklada leta 2009. Leta 2007 je bil izbran za »Shooting Stars« na Berlinalu. Od leta 1998 je član Ljubljanske Drame. 
Je mož Pie Zemljič.

## Filmografija
- Barabe (2001)
- L ... kot ljubezen (2007)
- Vikend paket (2007)
- Za konec časa (2008)
- Pokrajina št. 2 (2008)
- Prepisani (2010)
- Inferno (2014)
- Nočno življenje (2016)
- Stay Safe, kratek film (2021)